# Rue Adolphe-Coll
La rue Adolphe-Coll (en occitan : carrièra Adòlf Coll) est une voie de Toulouse, chef-lieu de la région Occitanie, dans le Midi de la France.

## Situation et accès

### Description
La rue Adolphe-Coll est une voie publique. Elle traverse d'est en ouest le quartier de la Patte-d'Oie. 
Elle naît à l'est de la place du Ravelin. Elle est longue de 595 mètres et orientée au sud-ouest. Elle se termine au carrefour de l'avenue de Grande-Bretagne, au-delà de laquelle elle est prolongée par la rue Roquemaurel.
La chaussée compte une voie de circulation automobile dans chaque sens. Elle appartient à une zone 30 et la vitesse y est limitée à 30 km/h. Il n'existe pas de piste, ni de bande cyclable.

### Voies rencontrées
La rue Adolphe-Coll rencontre les voies suivantes, dans l'ordre des numéros croissants (« g » indique que la rue se situe à gauche, « d » à droite) :
1. Place du Ravelin
2. Rue Champêtre (g)
3. Rue Gamelsy (d)
4. Impasse Soulignac (g)
5. Impasse Braille (g)
6. Rue Nestor-Brun (d)
7. Impasse des Bons-Enfants (d)
8. Rue des Consuls (d)
9. Rue Marc-Sangnier (d)
10. Impasse Bara (d)
11. Rue d'Antipoul (d)
12. Avenue de Grande-Bretagne

### Transports
La rue Adolphe-Coll n'est pas directement parcourue par les transports en commun Tisséo. Elle se trouve cependant à proximité, à l'est, de la place François-Roguet et des allées Charles-de-Fitte, où se trouve la station Saint-Cyprien – République, sur la ligne de métro , ainsi que les arrêts du Linéo L14, des bus 134566 et de la navette Ville. À l'ouest, la rue Adolphe-Coll débouche sur l'avenue de Grande-Bretagne, non loin de la place de la Patte-d'Oie où se trouve la station de métro du même nom, ainsi que les arrêts des lignes de Linéo L14 et de bus 1366.
Il existe plusieurs stations de vélos en libre-service VélôToulouse dans les voies les plus proches de la rue Adolphe-Coll : les stations no 80 (89 bis allées Charles-de-Fitte), no 105 (12 avenue Étienne-Billières), no 130 (66 ter avenue Étienne-Billières) et no 138 (3 boulevard Jean-Brunhes).

## Odonymie

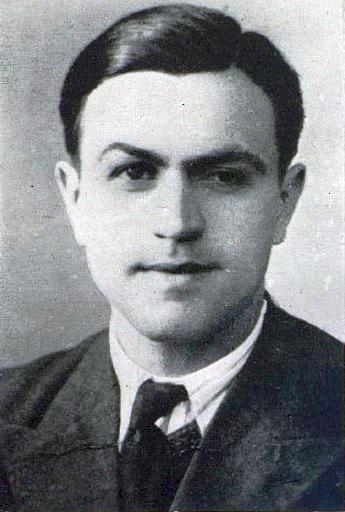
Portrait d'Adolphe Coll (1944, Bulletin municipal).

Le nom de la rue rend hommage à Adolphe Coll (1912-1945). Il naît et grandit au no 50 rue Adolphe-Talazac, dans le quartier proche des Fontaines. Jeune, il s'engage dans les rangs de la SFIO et devient secrétaire général des Jeunesses socialistes. En 1940, il entre dans la Résistance aux côtés de Silvio Trentin et devient un des premiers membres du mouvement « Libérer et Fédérer » à Toulouse. Il est cependant arrêté par la Gestapo le 4 février 1943, et enfermé à la prison Saint-Michel puis déporté au camp de concentration de Mauthausen. Il est par la suite transféré au Kommando de Passau, puis au camp de concentration de Flossenbürg au Kommando de Zschachwitz, où il meurt le 15 février 1945.
Au Moyen Âge, la rue Adolphe-Coll était le chemin de Tournefeuille, qui, depuis la porte de l'Isle, reliait le faubourg toulousain de Saint-Cyprien à ce village : ce nom s'étendait d'ailleurs aux actuelles rue et impasse Roquemaurel, Charles-Strickler, Louis-Fouré-Labrot et avenue de Lardenne). On lui donnait aussi le nom de chemin de Plaisance, puisqu'il aboutissait aussi à Plaisance-du-Touch. C'est finalement le nom de rue de Tournefeuille qui s'impose au début du XIXe siècle, avant que le conseil municipal dirigé par Raymond Badiou décide, le 12 avril 1947, de lui attribuer celui d'Adolphe Coll.

## Patrimoine et lieux d'intérêt

### Église du Sacré-Cœur

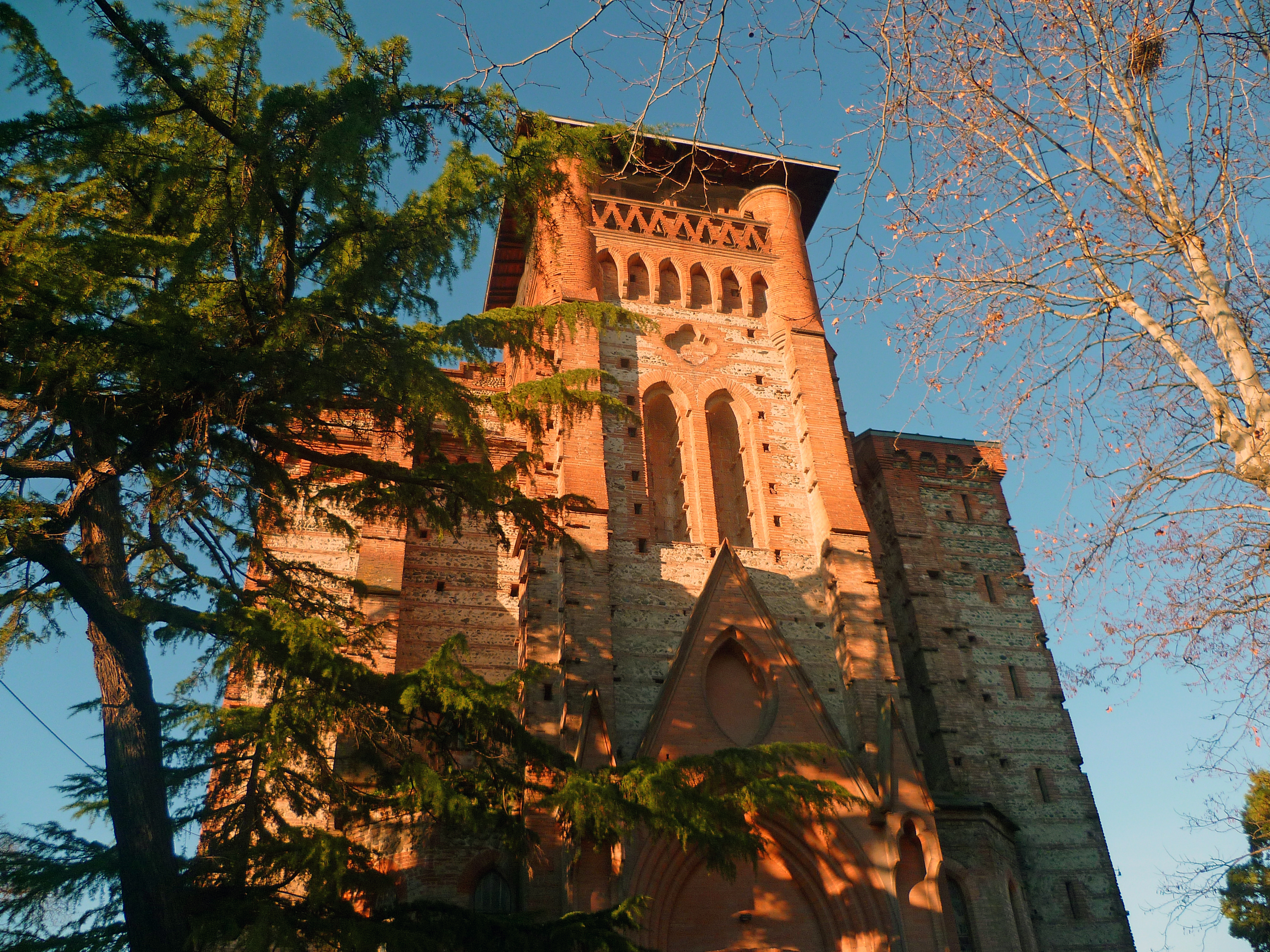
Le clocher de l'église du Sacré-Cœur.

L'église du Sacré-Cœur est construite vers 1875, sur les plans de l'architecte Joseph Raynaud dans le style néogothique. Elle avait été voulue par l'abbé Chamayou, pour servir de paroisse aux habitants du faubourg de la Patte-d'Oie, alors en pleine expansion. L'entrée principale de l'église se trouve justement sur la place de la Patte-d'Oie (actuel no 2), tandis que, sur la rue Adolphe-Coll, s'ouvrent une entrée secondaire (actuel no 57 bis) et le presbytère (actuel no 57).
L'église se trouvant au milieu d'une parcelle. Les murs sont composés d'une alternance de galets de Garonne et de briques. L'entrée dans l'édifice se fait par le clocher-porche, traversé par un hall qui donne accès à deux chapelles. Celle de droite, dévolue au baptistère, est ornée de vitraux du maître-verrier Henri Guérin, posés en 1964. La nef unique, longue de quatre travées, est voûtée d'ogives. Les murs sont couverts d'un faux appareil de joints imitant la pierre. Le chevet polygonal, à cinq pans, domine la rue Adolphe-Coll. En 1958, Henri Guérin réalise le vitrail principal, dans l'axe du chœur.

### Bâtiments industriels
- no  47-47 bis : usine de chaussures "Capitole" ; manufacture A. Pons & Cie[8].

### Immeubles et maisons

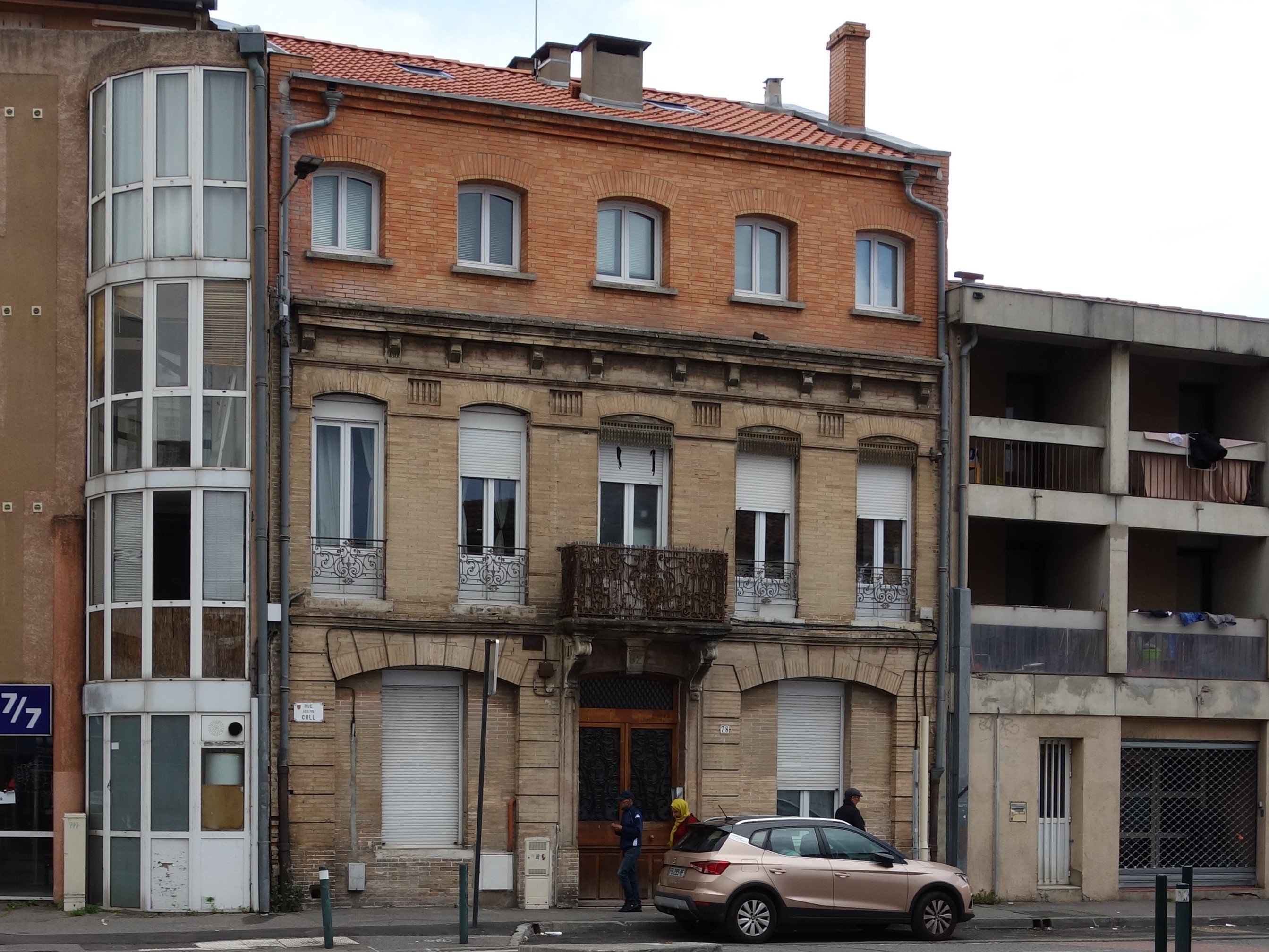
no 78 : immeuble.

- no  29 bis : maison. 
La maison est construite au milieu du XXe siècle. Elle est présente une façade dissymétrique, mais marquée par une certaine régularité dans la superposition des niveaux et dans le rythme des travées. Elle est bâtie avec une ossature en béton. Les façades sont couvertes d'un parement de brique, sauf pour les encadrements de la porte et des fenêtres, ainsi que le bandeau qui sépare les niveaux et la corniche qui surmonte l'élévation. À l'étage, les fenêtres des travées de gauche et de droite sont similaires, mais de tailles différentes. La travée centrale est largement éclairée par une porte-fenêtre qui donne accès à un balcon en-œuvre, protégé par un garde-corps aux motifs géométriques[9].

- no  31 : maison[10].
- no  38 : immeuble[11].
- no  49 : maison[12].
- no  78 : immeuble[13].

### Parcs et jardins
- no  47 : square Saint-Cyprien.

- no  59 : jardin partagé Pousse Cailloux. 
Le jardin partagé est créé en 2010 à l'emplacement d'une maison, démolie vers 2008, et dont le terrain appartient à la ville de Toulouse. Il offre une superficie de 408 m². Il est géré par l'association Pousse Cailloux.